# Argiocnemis
Argiocnemis é um género de libelinha da família Coenagrionidae.
Este género contém as seguintes espécies:
- Argiocnemis ensifera Lieftinck, 1932
- Argiocnemis rubescens Selys, 1877
- Argiocnemis solitaria (Selys, 1872)